# Claudi Gómez Grau
Claudi Gómez Grau (Cervera, 1907 - Lleida, 1989) fou un fotògraf especialitzat en la foto fixa, fotografia científica antropològica i el món del cinema, amb una dilatada carrera professional que va abraçar diverses temàtiques audiovisuals. Fou germà de Frederic Gómez Grau.

## Biografia
En la seva primera etapa, allunyat del món del cinema, va exercir tasques de barber (molt a disgust), bibliotecari i paleògraf. Més endavant, i reconduint la seva carrera professional, va treballar en diferents perfils relacionats amb el món de la fotografia. Aquests van ser de retratista, cronista, etnògraf, tasques de documentació fotogràfica i fotògraf d'art i paisatge. Tot i arribar a treballar internacionalment, no es pot obviar que una part important del seu primerenc treball va estar lligada al territori on es va formar.
A més d'estar interessat en la fotografia, també ho estava en el cinema amateur, on va prendre part en activitats de l'Agrupació de Cinema Amateur de Barcelona, on va col·laborar presentant documentals en demostracions i concursos, obtenint alguna menció honorífica i també premis.
Com s'ha esmentat abans, el seu treball professional va aplegar molts tipus de treballs amb perfils audiovisuals. Aquesta passió li va sorgir de ben petit, i amb certa destresa va aconseguir els seus objectius professionals gràcies a un aprenentatge autodidàctic. També cal esmentar la figura d'Agustí Duran i Sanpere, amic de la família i important historiador lleidatà, qui va regalar la primera càmera fotogràfica a en Claudi. La primera data en la qual hi ha constància del primer treball de Claudi va ser el 1923, on il·lustra, precisament, el treball de l'historiador cerverí.
Remarcar especialment el treball que va dur a terme com a activista cultural de la seva zona geogràfica de procedència. Va retratar la gran majoria dels habitants de la Segarra, durant la seva època de treball a la comarca, a més del dia a dia i treball d'aquests individus. La captura d'aquestes imatges ha suposat la salvaguarda de molts processos i formes a fer de l'època.
Implicat políticament a la seva terra, durant la dècada dels anys 20, va organitzar conferències, projeccions, excursions, exposicions, activitats esportives, emissions de ràdio i, fins i tot, demostracions d'aviació.
Claudi va desenvolupar la tasca de fotògraf durant 27 anys. A principis dels 1940 va obrir un negoci de fotografia a Cervera. És aquest moment en el qual va iniciar una ingent tasca de fotografia científica col·laborant amb el museu d'etnologia de referència a Catalunya, el Museu d'Indústries i Arts Populars de Barcelona essent director Agustí Duran i Sanpere. Gómez va participar documentant els treballs de camp etnogràfics arreu de Catalunya de l'antropòleg i museòleg Ramon Violant i Simorra.
En arribar els 1950 i seguint la seva il·lusió professional, va emigrar a Madrid on va començar a realitzar feines enfocades al món del cinema, tot i que encara realitzava algun cop treballs al negoci de Cervera, heretat pel seu germà Frederic i la seva germana Nuri.
La seva cúspide professional va arribar en la col·laboració professional amb directors tals com King Vidor, David Lean, Nicholas Ray, Anthony Mann, Luis Buñuel i altres. O amb actors importants com Charlton Heston, Tyrone Power, John Wayne, i actrius com Sophia Loren, Rita Hayworth, Lola Flores, etc.
Com a fet curiós va fer un reportatge cinematogràfic en format 16mm. a John Wayne, en un viatge en iot, durant uns dies de descans del rodatge d'El maravilloso mundo del circo.

## Filmografia
Va participar en diverses pel·lícules, tant nacionals, com internacionals. Aquests són els títols en els quals va participar: 

### Com a foto fixa
- Cielo negro (Manuel Mur Oti, 1951)
- María Morena (Pedro Lazaga i José María Forqué, 1951)
- La Niña de la venta (Ramon Torrado, 1951)
- Los ojos dejan huellas (José Luis Sáenz de Heredia, 1952)
- La estrella de Sierra Morena (Ramon Torrado, 1952)
- Cabaret (Eduardo Manzanos, 1952)
- Condenados (Manuel Mur Oti, 1953)
- El andén (Eduardo Manzanos, 1953)
- La patrulla (Pedro Lazaga, 1954)
- Cuerda de presos (Pedro Lazaga, 1956)
- El Cid (Anthony Mann, 1960)
- Rei de reis (Nicholas Ray, 1961)
- A hierro muere (Manuel Mur Oti, 1962)
- Lawrence d'Aràbia (David Lean, 1962)
- Una isla con tomate (Tony Leblanc, 1962)
- 55 días en Pekín (Nicholas Ray, 1963)
- La caída del Imperio Romano (Anthony Mann, 1964)
- El fabuloso mundo del circo (Henry Hathaway, 1964)
- El fantástico mundo del doctor Coppelius (Ted Kneeland, 1966)
- Hamelín (Luis María Delgado, 1968)
- Tristana (Luis Buñuel, 1970)
- Black Story (La historia negra de Peter P. Peter) (Pedro Lazaga, 1971)

### Com a actor
- Cuerda de presos (Pedro lazaga, 1956)

## Fons
- El fons dels germans Gómez Grau es conserva a la Filmoteca de Catalunya. Està relacionat amb la seva tasca professional, la foto fixa. Aplegat en àlbums, quaderns i fotografies, es representen esdeveniments i constatacions de la seva feina tant en el món del cinema com en el de la fotografia convencional.